# Colin McRae
Colin Steele McRae (Lanark, 5 augustus 1968 – aldaar, 15 september 2007) was een Brits rallyrijder afkomstig uit Schotland. Hij is een van de meest succesvolle rijders uit het wereldkampioenschap rally, waarin hij vijfentwintig overwinningen boekte en één keer de wereldtitel op zijn naam schreef, in 1995 met Subaru; daarmee de eerste Brit die tot dit resultaat wist te komen.
Hij was de zoon van oud-rallyrijder Jimmy McRae, zelf een vijfvoudig Brits rallykampioen in de jaren tachtig. Colin McRae debuteerde in 1987 voor het "GM Dealer Sport" rallyteam met een door Irmscher geprepareerde "Vauxhall Nova Sport 1300" groep A (93 pk met Irmscher luchtinlaat en nokkenas, ZF sport 5 bak,  Bilstein sport onderstel en 2 dubbele Weber 40 mm carburateurs) in de rallysport en brak uiteindelijk begin jaren negentig door, toen ook hij de Britse titel op zijn naam schreef, in 1991 en 1992. Dit deed hij met het team van Prodrive, dat onder leiding stond van oud-rallynavigator David Richards, die de preparatie deden voor Subaru. McRae werd natuurlijkerwijs betrokken bij hun activiteiten in het WK Rally en zijn eerste grote succes met hen boekte hij tijdens de Rally van Nieuw-Zeeland in 1993, die hij achter het stuur van de Subaru Legacy RS won. Dit vormde de basis voor zijn daaropvolgende successen met de Subaru Impreza 555, waarmee meerdere overwinningen tot stand kwamen en een uiteindelijke wereldtitel in 1995 gevierd kon worden. Ook in de tweede helft van de jaren negentig en aan het begin van deze eeuw was McRae een van de voornaamste rijders in het kampioenschap; met nog meer successen bij Subaru en een latere overstap naar Ford. Dit reikte tot het punt dat hij twee jaar lang het record van meeste overwinningen in het WK behield. In 2003 reed hij zijn laatste volledige seizoen in het WK met Citroën, maar was hierna nog niet helemaal uitgespeeld. Zijn jongere broer Alister McRae volgde in zijn voetsporen en kende uiteindelijk ook een carrière in het WK Rally.
McRae was getrouwd met Alison, samen kregen zij twee kinderen, Johnny en Hollie, met wie hij woonachtig was in zijn geboorteplaats Lanark.
McRae stierf in september 2007 in een ongeluk met een helikopter die hijzelf bestuurde. Zijn zoon Johnny en nog twee andere personen kwamen hierbij ook om het leven.

## Carrière

### Vroege carrière
Colin McRae raakte niet geheel verwonderlijk via zijn vader in aanraking met de rallysport. In 1986 stapte hij voor het eerst in een rallyauto, in een Talbot  Chrysler Sunbeam Lotus. Vervolgens maakte hij de overstap naar het "GM Dealer Sport" team met de kleine Vauxhall Nova Sport 1300 groep A, waarmee hij tevens zijn debuut in het WK Rally maakte, tijdens de Rally van Zweden in het seizoen 1987. Het jaar daarop werd hij met deze auto tegen ieders verrassing Schots rallykampioen en maakte vervolgens de overstap naar groter materiaal, in de vorm van een Ford Sierra XR 4x4 en later de RS Cosworth en de Cosworth 4x4 versie van de Ford Sierra. Zijn agressieve rijstijl werd op dat moment al vergeleken met die van voormalig wereldkampioen Ari Vatanen, al lange tijd een idool van McRae.
McRae begon zich steeds meer te profileren op de Britse rallypaden, maar kreeg tegelijkertijd ook de status als autobreker, gezien de vele crashes waar hij bij betrokken was. Ondanks een sterk optreden in de afsluitende ronde van het WK rally in Groot-Brittannië in het seizoen 1990, waarin McRae zesde eindigde, leek het erop dat de Schot weinig vooruitzicht had voor een toekomstige loopbaan in de rallysport. Op dat moment kwam hij echter in contact met David Richards, eigenaar van Prodrive, die op dat moment bezig waren om zich met Subaru te profileren in het WK Rally. Met de Legacy RS reed McRae in het Brits kampioenschap, en won zowel de titel in 1991 als het jaar daarop in 1992.

### 1992-1998: Subaru

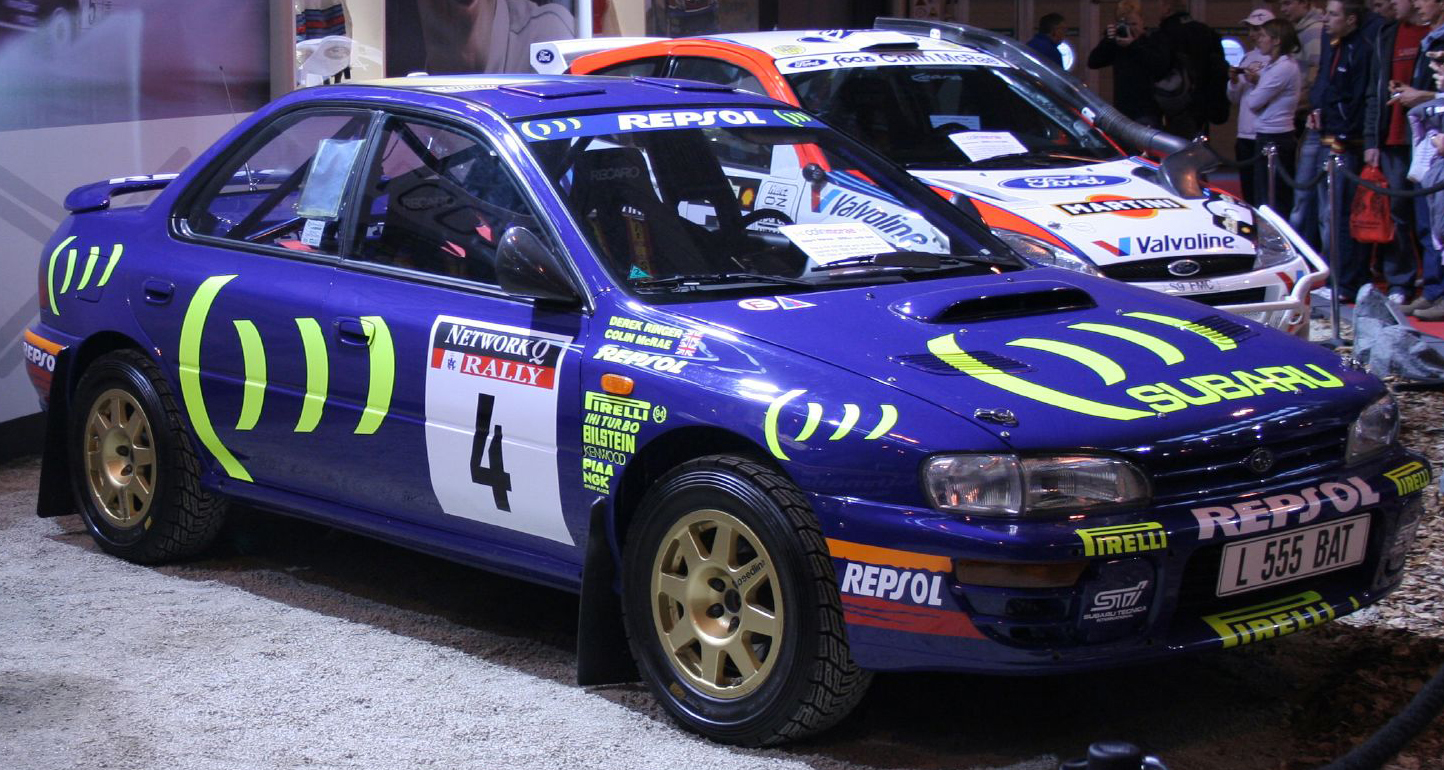
McRae's kampioenschap winnende Subaru Impreza uit 1995

Vanaf het seizoen 1992 begon McRae zich steeds meer te concentreren op het WK Rally, en hij wist al gelijk zijn stempel te drukken met een tweede plaats in de WK-ronde van Zweden. Later dat jaar, in Finland, ging hij tot twee keer toe hard van de weg, maar wist uiteindelijk zijn zwaar gehavende Subaru Legacy toch binnen de top tien naar de finish te brengen, een prestatie die door vele geprezen werd. Het daaropvolgende seizoen in 1993 zag McRae, met teamgenoot Ari Vatanen, zich volledig richten op het WK. McRae won zijn eerste WK-Rally dat jaar tijdens de Rally van Nieuw-Zeeland. Daarnaast was dit ook de eerste overwinning voor Subaru – en tevens de Legacy RS – in het WK. In de daaropvolgende rally debuteerde het team de Groep A Impreza 555, de eerste in een lange reeks van Impreza rally-modellen. In het seizoen 1994 won McRae nog eens twee WK-Rally's, waaronder zijn thuisrally in Groot-Brittannië, waarmee hij de eerste Britse winnaar van het evenement was sinds Roger Clarks overwinning in 1976. Ondanks deze successen was hij niet content genoeg voor de wereldtitel, aangezien McRae nog vocht om consistente resultaten te boeken. Het keerpunt kwam in het seizoen 1995 waar hij in een heftige titelstrijd verwikkeld was met teamgenoot Carlos Sainz. Toyota kon zich met Juha Kankkunen ook in de strijd mengen, echter werd het team tijdens de WK-Rally in Spanje gediskwalificeerd, toen ze betrapt werden op het gebruik van een illegaal turbo systeem, en vervolgens helemaal uit het kampioenschap werden gehaald. Tijdens hetzelfde evenement in Spanje, voltrok er zich een felle secondenstrijd tussen McRae en Sainz, die uiteindelijk na teamprincipes in het voordeel werd beslist van Carlos Sainz, iets waar McRae furieus op tegen was. McRae nam uiteindelijk op zijn manier wraak tijdens de afsluitende ronde in Groot-Brittannië, waar hij voor thuispubliek op dominante wijze de rally won en hiermee zijn eerste titel op zijn naam schreef.
Als favoriet begon hij wat wisselvallig in zijn titelverdediging in 1996. Ondanks dat de Schot vaak de te kloppen man was, leek het erop alsof hij weer in zijn oude patroon raakte door te vaak via een crash uit te vallen. Ondanks het verliezen van zijn titel aan Tommi Mäkinen, won McRae nog wel drie WK-Rally's dat jaar en werd tevens geëerd in de Orde van het Britse Rijk (OBE), voor zijn diensten in de autosport. In het seizoen 1997, nu met de World Rally Car versie van de Subaru Impreza en tevens een nieuwe navigator in de vorm van Nicky Grist, won McRae maar liefst vijf WK-Rally's, echter ging dit gepaard met veel rally's waarin hij de finish niet haalde, en werd met slechts één punt verschil wederom verslagen door Mäkinen. Wel won hij dat jaar met Subaru de derde constructeurstitel voor het team op rij. Het jaar daarop reed hij voor het laatst bij Subaru, waarmee hij nog eens drie WK-Rally's won, maar waar hij niet verder kwam dan plaats drie in de eindstrijd om het kampioenschap.

### 1999-2002: Ford
Voor het seizoen 1999 koos McRae voor een andere richting en tekende bij het team van Ford, onder preperateur M-Sport van Malcolm Wilson. Ford debuteerde dat jaar in de vorm van de Focus WRC een geheel nieuwe rally-auto. Hiermee kende McRae een zeer wisselvallig seizoen. Tijdens de openingsronde van het seizoen in Monte Carlo reed McRae naar een sterke derde plaats toe, maar het team werd later, ondanks protest van Ford, gediskwalificeerd. Niet lang daarna bewees McRae zijn waarde en tegelijkertijd de competitiviteit van de Focus WRC, met overwinningen in de Safari Rally en die van Portugal. Na nog een finish binnen de punten in Corsica, belandde McRae echter in een enorme terugval in het kampioenschap, toen hij in de resterende acht rondes, in geen geval de finish meer wist te halen.

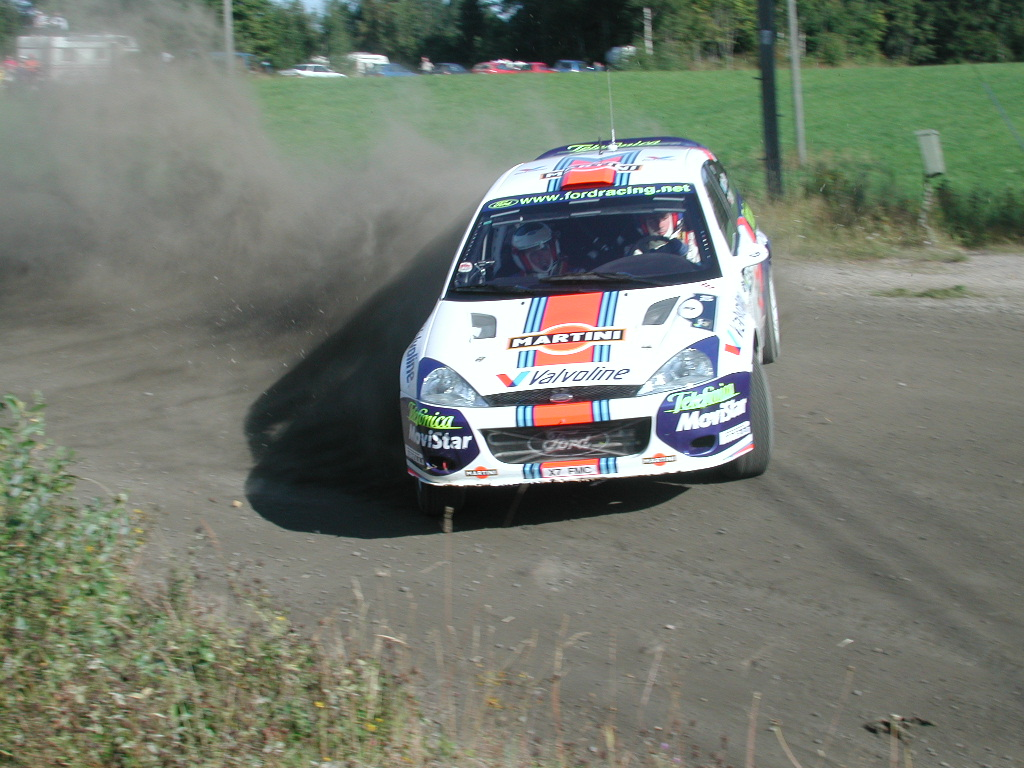
McRae actief voor Ford tijdens de Rally van Finland in 2001

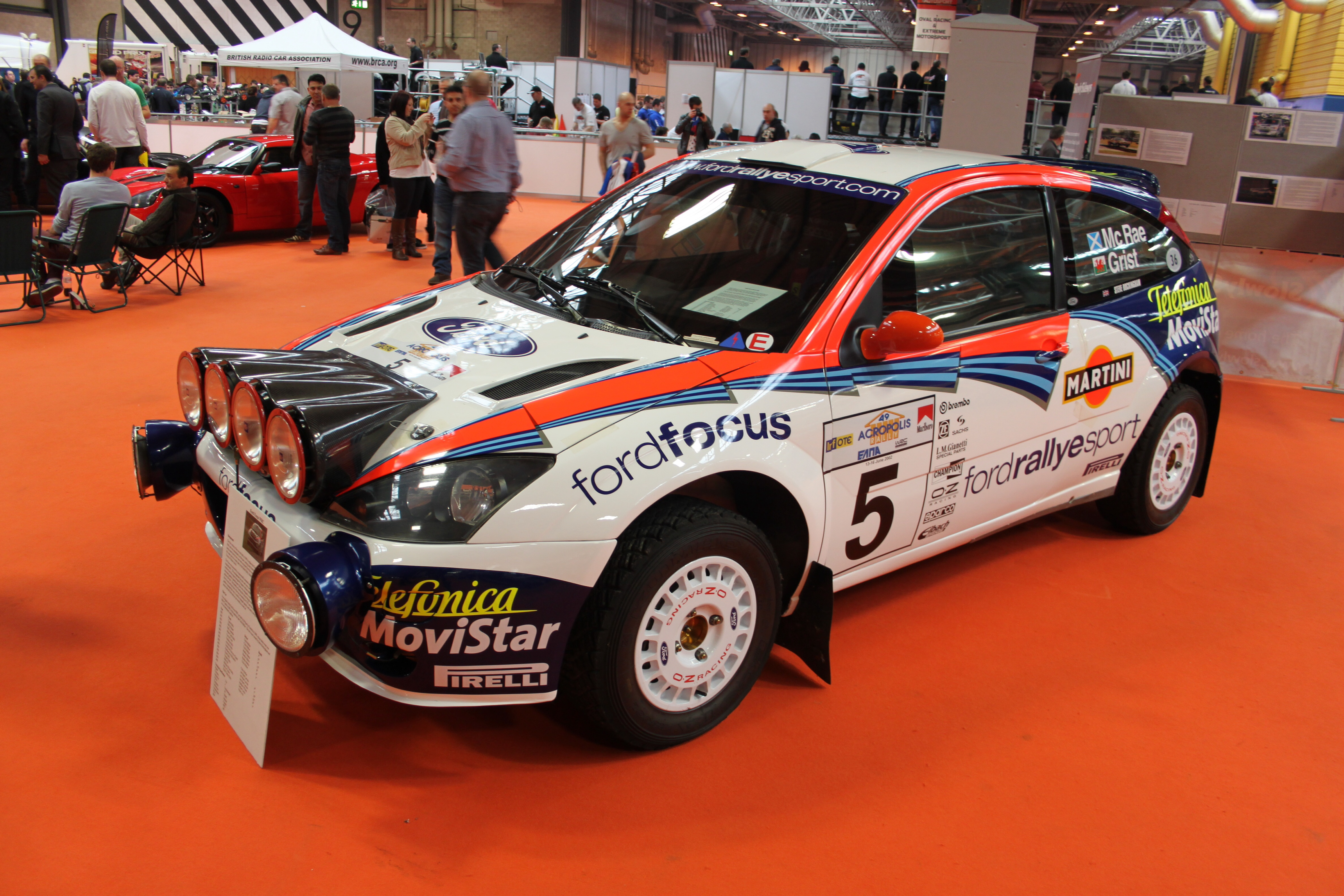
McRae's Ford Focus WRC waarmee hij een van zijn laatste WK-rally's won in 2002

In het seizoen 2000 reed McRae een consistent seizoen, en met twee overwinningen en meerdere podiumplaatsen hield hij lange tijd kans op een wereldtitel. In Corsica ging het echter totaal mis, toen hij een linkse bocht te scherp aansneedt, daarbij een rots aan de binnenkant raakte, en vervolgens zijn auto gelanceerd werd in de nabijgelegen afgrond. De auto kwam op zijn kop terecht en het duurde uiteindelijk een paar uur om McRae uit het wrak te redden. Met meerdere hechtingen stond hij echter in de daaropvolgende ronde, in de San Remo Rally, alweer aan de start, maar een titel was inmiddels voor hem uitgesloten. De seizoenstart in 2001 begon slecht voor McRae, maar kende vanaf ronde vijf zijn ommekeer, toen hij driemaal achtereenvolgens naar de overwinning greep. In het resterende seizoen greep McRae of naar een podiumplaats, of reed hij een rally zonder enige betekenis. Toch ging als leider in het kampioenschap – alhoewel slechts met één punt voorsprong – naar de afsluitende ronde in Groot-Brittannië. Het kampioenschap ging op dat moment nog tussen McRae, Richard Burns en Tommi Mäkinen, terwijl Carlos Sainz in theorie ook nog kampioen kon worden. McRae zette vroeg in de rally al de goede koers, maar net zo snel was het evenement voor hem alweer over. Op de vierde proef sneedt hij een bocht te scherp aan, zijn Focus WRC werd gelanceerd en vloog met meerdere koprollen uit de wedstrijd. De titel zou uiteindelijk naar Burns gaan. Zijn laatste seizoen voor Ford reed hij in 2002. Het kampioenschap werd gedomineerd door Peugeot en rijder Marcus Grönholm, en het gevecht ging voornamelijk om plaats twee. McRae won nog twee WK-Rally's dat jaar, waarvan zijn laatste in de Safari Rally, waarmee hij – met zijn 25ste zege – op dat moment de boeken in ging als de rijder met de meeste overwinningen. Dit record werd later alleen nog verbroken door Carlos Sainz, Sébastien Loeb en Marcus Grönholm. McRae eindigde dat jaar vierde in de titelstrijd.

### 2003: Citroën
Ford weigerde een salarisverhoging voor McRae en de twee partijen gingen na het seizoen 2002 uit elkaar. Ook brak McRae met navigator Nicky Grist, en al tegen het einde van 2002 nam zijn oud navigator Derek Ringer – waar McRae zijn wereldtitel in 1995 mee won – weer plaats naast de Schot. Het duo werd onderdeel van het fabrieksteam van Citroën, die in 2003 voor het eerst een volledig WK-programma gingen afwerken met hun Xsara WRC. McRae begon het seizoen veelbelovend, maar de Schot begon gedurende het seizoen steeds meer uit de gratie te raken en kon moeilijk wennen aan het milieu binnen het team van Citroën, dat erg verschilde dan wat hij meemaakte bij Subaru en Ford, waarin hij vaak van de voorkeur genoot. Toen de FIA voor 2004 de regel opstelde dat fabrieksteams slechts met twee rijders actief mochten zijn, was het weinig verrassend dat McRae het team van Citroën na dat seizoen weer moest verlaten, waar naast Sébastien Loeb de voorkeur nu uit ging naar Carlos Sainz. Hiermee zat McRae voor het eerst sinds jaren zonder fabriekszitje.

### Latere carrière
Zonder de mogelijkheid om bij een ander team aan de slag te kunnen gaan, nam McRae een sabbatical van het WK-Rally en koos ervoor om zich te oriënteren in andere disciplines binnen de autosport. Vroeg in 2004 nam hij voor Nissan deel aan de Dakar Rally, en deed dit ook het jaar daarop in 2005, waar hij in beide jaren wel dagritten won, maar niet de finish haalde. McRae maakte een terugkeer bij Prodrive (uit zijn Subaru tijd) om deel te nemen aan de 2004 editie van de 24 uur van Le Mans, in een Ferrari 550 GTS Maranello, waarin hij een derde positie behaalde in zijn klasse en negende in het algemeen klassement eindigde. McRae was in 2005 en 2006 ook deelnemer aan de jaarlijkse Race of Champions in Parijs, een evenement die de Schot al eens eerder wist te winnen, in 1998, toen het evenement nog plaatsvond op Gran Canaria. Hij nam in 2006 en 2007 ook nog deel aan de X Games.

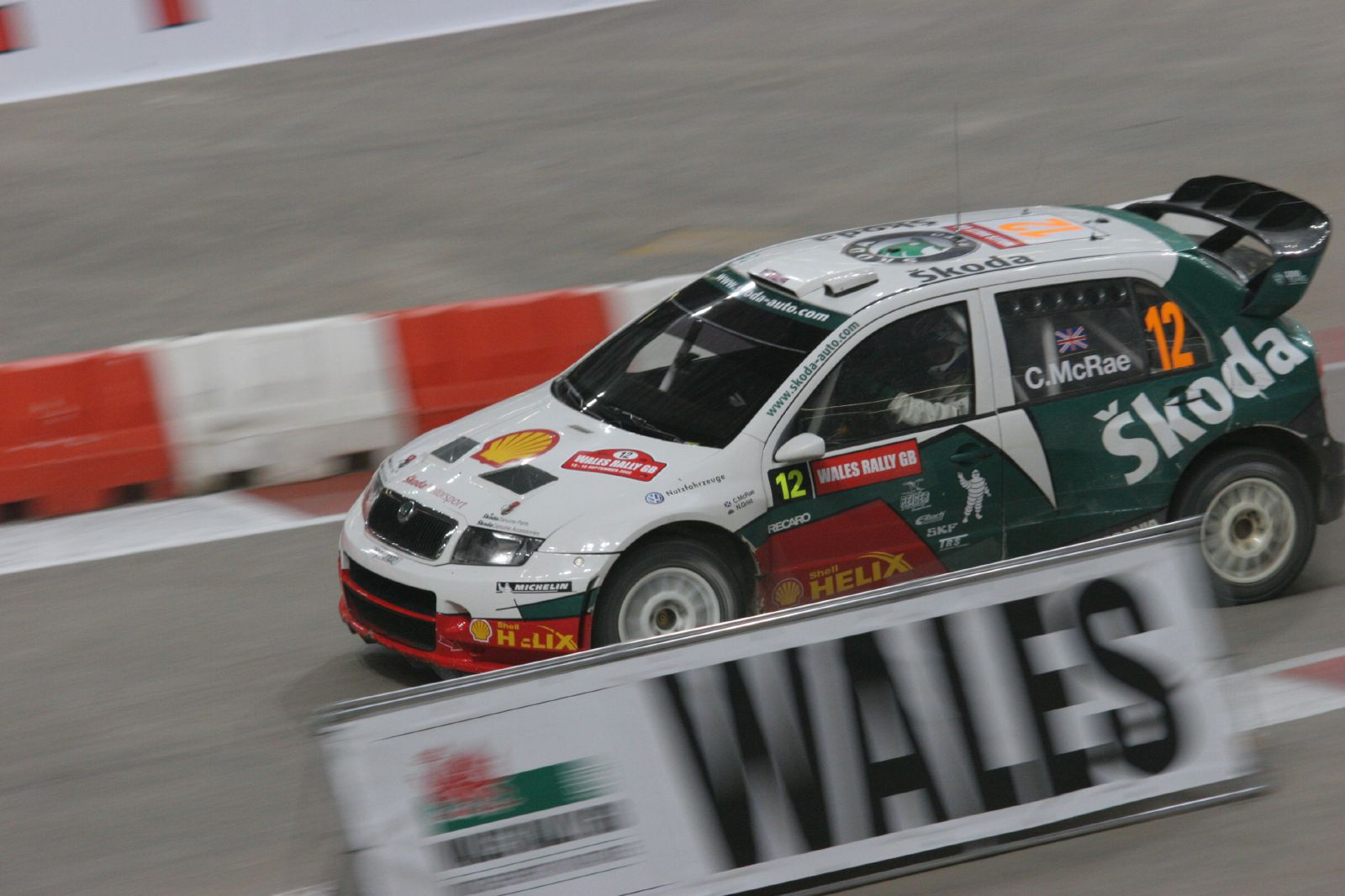
In 2005 keerde McRae terug in het WK met een gastoptreden voor Škoda tijdens de Rally van Groot-Brittannië

McRae maakte zijn terugkeer op de internationale rallypaden in de tweede helft van het seizoen 2005, waar hij de kans kreeg van Škoda om deel te nemen aan zijn thuisrally. Zijn terugkeer in het WK was succesvol, want met de oncompetitieve Fabia WRC eindigde hij samen met Nicky Grist binnen de punten, echter werd deze goede prestatie overschaduwd door het ernstig ongeluk van Markko Märtin in datzelfde evenement, waarbij Märtins navigator Michael Park om het leven kwam. McRae kreeg van Škoda ook nog een uitnodiging om de afsluitende ronde in Australië af te werken voor het team. Daarin reed hij sterk rond, en lag zelfs tot uitvallen op de laatste dag met versnellingsbak problemen, derde in de wedstrijd. Bij Škoda lagen er vervolgens echter geen mogelijkheden meer, maar McRae maakte tegen het einde van het seizoen 2006 een eenmalige terugkeer bij zijn voormalig werkgever Citroën, tijdens de WK-ronde in Turkije, als vervanger voor de geblesseerde Sébastien Loeb. McRae viel met technische problemen uit, een zeldzaamheid voor de Xsara WRC, en dit bleek McRaes laatste optreden in een WK-Rally te zijn. De Schot was vervolgens nog met verschillende partijen in gesprek voor een zitje in het seizoen 2008, waaronder met Suzuki, wat overigens volgens McRae zijn laatste poging zou zijn op een volledige terugkeer in het WK.
McRae wordt vooral herinnerd door zijn flamboyante rijstijl. Menigmaal wist hij dan ook zijn bolide in puin te rijden wat hem al gauw de toepasselijke naam "McCrash" opleverde. Zowel tijdens de Race of Champions als bij de WK-rally van Groot-Brittannië in 2007, werd er een ereronde gemaakt met Colins kampioenschapsauto van 1995.
Colin McRae werd in 2008 geïntroduceerd in de Scottish Sports Hall of Fame. Sinds een aantal jaar worden er ook de Colin McRae Forest Stages verreden, een rally die nu georganiseerd wordt door zijn vader Jimmy. In 2008 namen er vele ex-wereldkampioenen deel aan het evenement zoals Ari Vatanen, Hannu Mikkola, Björn Waldegård en Stig Blomqvist.

## Andere activiteiten
Naar McRae is een serie computerspellen vernoemd. Het eerste, Colin McRae Rally, werd in 1998 geïntroduceerd. In 2007 volgde Colin McRae: DiRT, het voorlaatste spel tijdens zijn leven. In overleg met de nabestaanden werd besloten dat uit eerbetoon ook de nieuwe spellen in de serie zijn naam zouden dragen. Colin Mcrae DiRT 2 kwam uit in september 2009.

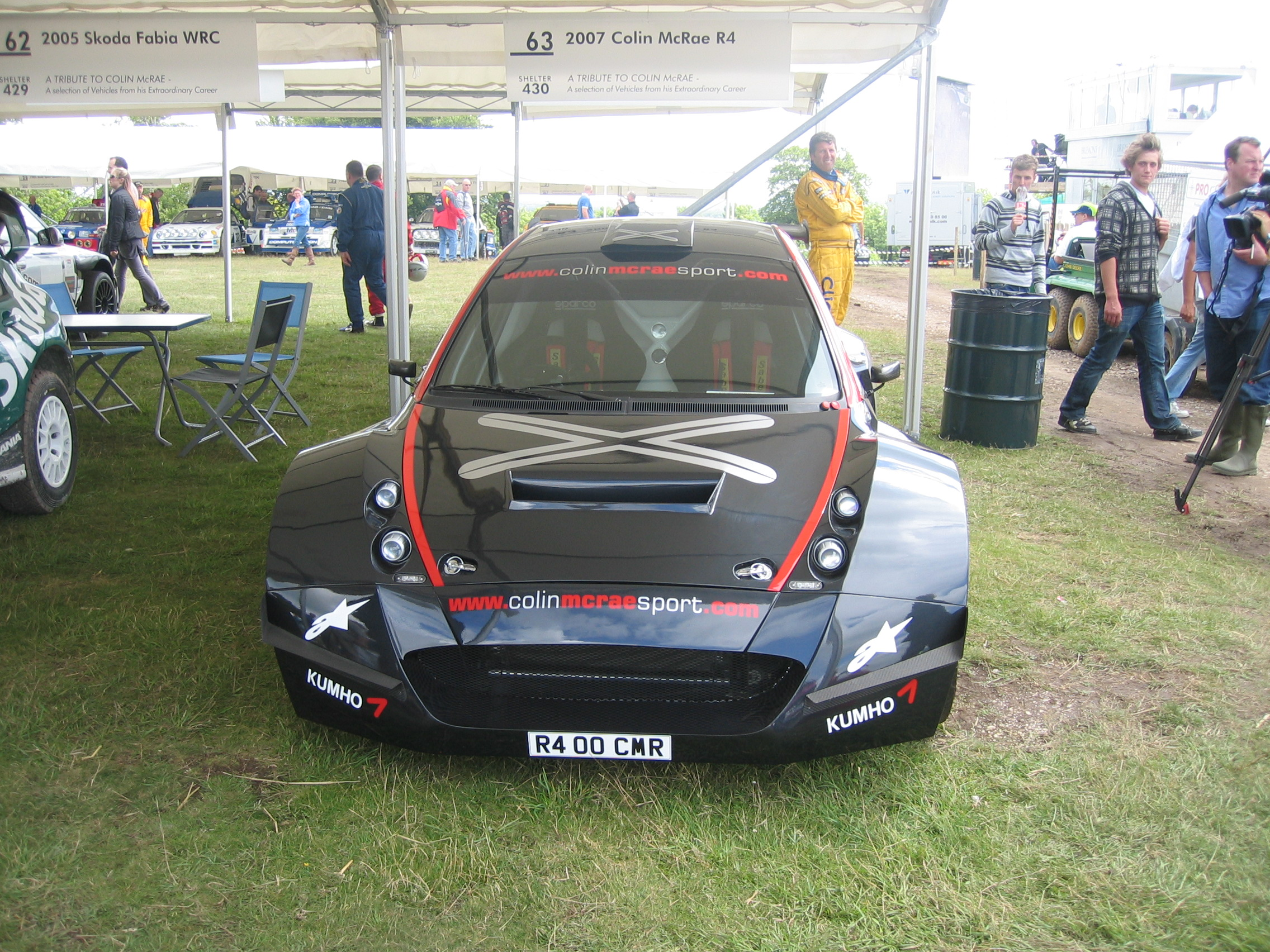
De McRae R4

Tijdens het Britse Goodwood Festival of Speed evenement in 2006, maakte McRaes zelf ontworpen auto, de R4, zijn eerste openbare verschijning. De auto is bedoeld als een goedkopere variant van de World Rally Car en kan gebruikt worden voor rally, rallycross, het circuit en voor ijsraces, met de mogelijkheid om de auto tot een aparte klasse te maken. De auto is ontworpen door Colin McRae en David Plant, en werd gebouwd door DJM Race Preperation. Het chassis is gebaseerd op een stalen rolkooi met koolstofvezelversterkte materialen erin verwerkt. De carrosserie werd gevormd door Keith Burden en Tom Webster. Het schijnt dat bepaalde onderdelen vergelijkenis tonen met die van productieauto's, de deurlijn wordt namelijk vergeleken met die van een Ford Ka. De auto wordt aangedreven door een normaal-geaspireerde motor die ongeveer 350 pk produceert. De auto is leverbaar in tweewiel- als vierwielaangedreven vorm. Alison McRae heeft gezegd dat het project ook na Colins dood wordt voortgezet.

## Complete resultaten in het wereldkampioenschap rally
| Seizoen | Inschrijving                | Auto                        | 1       | 2       | 3       | 4       | 5       | 6       | 7       | 8       | 9       | 10      | 11      | 12      | 13      | 14      | 15  | 16      | Pos. | Punten |
| ------- | --------------------------- | --------------------------- | ------- | ------- | ------- | ------- | ------- | ------- | ------- | ------- | ------- | ------- | ------- | ------- | ------- | ------- | --- | ------- | ---- | ------ |
| 1987    | Colin McRae                 | Vauxhall Nova               | MON     | ZWE 36  | POR     | KEN     | FRA     | GRI     | VST     | NZL     | ARG     | FIN     | IVK     | ITA     |         |         |     |         | –    | 0      |
| 1987    | British Junior Rally Team   | Vauxhall Nova               |         |         |         |         |         |         |         |         |         |         |         |         | GBR DNF |         |     |         | –    | 0      |
| 1988    | Peugeot Talbot Sport        | Peugeot 205 GTI             | MON     | ZWE     | POR     | KEN     | FRA     | GRI     | VST     | NZL     | ARG     | FIN     | IVK     | ITA     | GBR DNF |         |     |         | –    | 0      |
| 1989    | Colin McRae                 | Ford Sierra XR 4x4          | ZWE 15  | MON     | POR     | KEN     | FRA     | GRI     |         |         |         |         |         |         |         |         |     |         | 36   | 8      |
| 1989    | Gary Smith Motorsport       | Ford Sierra RS Cosworth     |         |         |         |         |         |         | NZL 5   | ARG     | FIN     | AUS     | ITA     | IVK     |         |         |     |         | 36   | 8      |
| 1989    | R.E.D.                      | Ford Sierra RS Cosworth     |         |         |         |         |         |         |         |         |         |         |         |         | GBR DNF |         |     |         | 36   | 8      |
| 1990    | Shell UK Oil                | Ford Sierra RS Cosworth 4x4 | MON     | POR     | KEN     | FRA     | GRI     | NZL     | ARG     | FIN     | AUS     | ITA     | IVK     | GBR 6   |         |         |     |         | 40   | 6      |
| 1991    | Subaru Rally Team Europe    | Subaru Legacy RS            | MON     | ZWE     | POR     | KEN     | FRA     | GRI     | NZL     | ARG     | FIN     | AUS     | ITA     | IVK     | SPA     | GBR DNF |     |         | –    | 0      |
| 1992    | Subaru Rally Team Europe    | Subaru Legacy RS            | MON     | ZWE 2   | POR     | KEN     | FRA     | GRI 4   | NZL DNF | ARG     | FIN 8   | AUS     | ITA     | SPA     | IVK     | GBR 6   |     |         | 8    | 34     |
| 1993    | 555 Subaru World Rally Team | Subaru Legacy RS            | MON     | ZWE 3   | POR 7   |         | FRA 5   | GRI DNF | ARG     | NZL 1   | FIN     | AUS 6   | ITA     | SPA     |         |         |     |         | 5    | 50     |
| 1993    | Subaru M.S.G.               | Subaru Vivio 4WD            |         |         |         | KEN DNF |         |         |         |         |         |         |         |         |         |         |     |         | 5    | 50     |
| 1993    | 555 Subaru World Rally Team | Subaru Impreza 555          |         |         |         |         |         |         |         |         |         |         |         |         | GBR DNF |         |     |         | 5    | 50     |
| 1994    | 555 Subaru World Rally Team | Subaru Impreza 555          | MON 10  | ZWE     | POR DNF | KEN     | FRA DNF | GRI DNF | ARG DNF | NZL 1   | FIN     | AUS 1   | ITA 5   | SPA     | GBR 1   |         |     |         | 4    | 49     |
| 1995    | 555 Subaru World Rally Team | Subaru Impreza 555          | MON DNF | ZWE DNF | POR 3   | KEN     | FRA 5   | GRI     | NZL 1   | ARG     | FIN     | AUS 2   | ITA     | SPA 2   | GBR 1   |         |     |         | 1    | 90     |
| 1996    | 555 Subaru World Rally Team | Subaru Impreza 555          | MON     | ZWE 3   | POR     | KEN 4   | IND DNF | FRA     | GRI 1   | ARG DNF | NZL     | FIN DNF | AUS 4   | ITA 1   | SPA 1   | GBR     |     |         | 2    | 92     |
| 1997    | 555 Subaru World Rally Team | Subaru Impreza WRC97        | MON DNF | ZWE 4   | KEN 1   | POR DNF | SPA 4   | FRA 1   | ARG 2   | GRI DNF | NZL DNF | FIN DNF | IND DNF | ITA 1   | AUS 1   | GBR 1   |     |         | 2    | 62     |
| 1998    | 555 Subaru World Rally Team | Subaru Impreza WRC98        | MON 3   | ZWE DNF | KEN DNF | POR 1   | SPA DNF | FRA 1   | ARG 5   | GRI 1   | NZL 5   | FIN DNF | ITA 3   | AUS 4   | GBR DNF |         |     |         | 3    | 45     |
| 1999    | Ford Motor Co Ltd.          | Ford Focus WRC              | MON DSQ | ZWE DNF | KEN 1   | POR 1   | SPA DNF | FRA 4   | ARG DNF | GRI DNF | NZL DNF | FIN DNF | CHN DNF | ITA DNF | AUS DNF | GBR DNF |     |         | 6    | 23     |
| 2000    | Ford Motor Co Ltd.          | Ford Focus RS WRC 00        | MON DNF | ZWE 3   | KEN DNF | POR DNF | SPA 1   | ARG DNF | GRI 1   | NZL 2   | FIN 2   | CYP 2   | FRA DNF | ITA 6   | AUS DNF | GBR DNF |     |         | 4    | 43     |
| 2001    | Ford Motor Co Ltd.          | Ford Focus RS WRC 01        | MON DNF | ZWE 9   | POR DNF | SPA DNF | ARG 1   | CYP 1   | GRI 1   | KEN DNF | FIN 3   | NZL 2   | ITA 8   | FRA 11  | AUS 5   | GBR DNF |     |         | 2    | 42     |
| 2002    | Ford Motor Co Ltd.          | Ford Focus RS WRC 02        | MON 4   | ZWE 6   | FRA DNF | SPA 6   | CYP 6   | ARG 3   | GRI 1   | KEN 1   | FIN DNF | DUI 4   | ITA 8   | NZL DNF | AUS DNF | GBR 5   |     |         | 4    | 35     |
| 2003    | Citroën Total               | Citroën Xsara WRC           | MON 2   | ZWE 5   | TUR 4   | NZL DNF | ARG DNF | GRI 8   | CYP 4   | DUI 4   | FIN DNF | AUS 4   | ITA 6   | FRA 5   | SPA 9   | GBR 4   |     |         | 7    | 45     |
| 2005    | Škoda Motorsport            | Škoda Fabia WRC             | MON     | ZWE     | MEX     | NZL     | ITA     | CYP     | TUR     | GRI     | ARG     | FIN     | DUI     | GBR 7   | JPN     | FRA     | SPA | AUS DNF | 22   | 2      |
| 2006    | Kronos Total Citroën WRT    | Citroën Xsara WRC           | MON     | ZWE     | MEX     | SPA     | FRA     | ARG     | ITA     | GRI     | DUI     | FIN     | JPN     | CYP     | TUR DNF | NZL     | AUS | GBR     | –    | 0      |

#### Overwinningen
| #  | Seizoen | Rally                                  | Navigator    | Auto                 |
| -- | ------- | -------------------------------------- | ------------ | -------------------- |
| 1  | 1993    | 24th Rothmans Rally of New Zealand     | Derek Ringer | Subaru Legacy RS     |
| 2  | 1994    | 25th Rothmans Rally of New Zealand     | Derek Ringer | Subaru Impreza 555   |
| 3  | 1994    | 50th Network Q RAC Rally               | Derek Ringer | Subaru Impreza 555   |
| 4  | 1995    | 26th Smokefree Rally of New Zealand    | Derek Ringer | Subaru Impreza 555   |
| 5  | 1995    | 51st Network Q RAC Rally               | Derek Ringer | Subaru Impreza 555   |
| 6  | 1996    | 43th Acropolis Rally                   | Derek Ringer | Subaru Impreza 555   |
| 7  | 1996    | 38º Rallye Sanremo - Rallye d'Italia   | Derek Ringer | Subaru Impreza 555   |
| 8  | 1996    | 32º Rallye Catalunya - Costa Brava     | Derek Ringer | Subaru Impreza 555   |
| 9  | 1997    | 45th Safari Rally Kenia                | Nicky Grist  | Subaru Impreza WRC97 |
| 10 | 1997    | 41ème Tour de Corse - Rallye de France | Nicky Grist  | Subaru Impreza WRC97 |
| 11 | 1997    | 39º Rallye Sanremo - Rallye d'Italia   | Nicky Grist  | Subaru Impreza WRC97 |
| 12 | 1997    | 10th API Rally Australia               | Nicky Grist  | Subaru Impreza WRC97 |
| 13 | 1997    | 53rd Network Q RAC Rally               | Nicky Grist  | Subaru Impreza WRC97 |
| 14 | 1998    | 32º TAP Rallye de Portugal             | Nicky Grist  | Subaru Impreza WRC98 |
| 15 | 1998    | 42ème Tour de Corse - Rallye de France | Nicky Grist  | Subaru Impreza WRC98 |
| 16 | 1998    | 45th Acropolis Rally                   | Nicky Grist  | Subaru Impreza WRC98 |
| 17 | 1999    | 47th Safari Rally Kenia                | Nicky Grist  | Ford Focus WRC       |
| 18 | 1999    | 33º TAP Rallye de Portugal             | Nicky Grist  | Ford Focus WRC       |
| 19 | 2000    | 36º Rallye Catalunya - Costa Brava     | Nicky Grist  | Ford Focus RS WRC 00 |
| 20 | 2000    | 47th Acropolis Rally                   | Nicky Grist  | Ford Focus RS WRC 00 |
| 21 | 2001    | 21º Rally Argentina                    | Nicky Grist  | Ford Focus RS WRC 01 |
| 22 | 2001    | 30th Cyprus Rally                      | Nicky Grist  | Ford Focus RS WRC 01 |
| 23 | 2001    | 48th Acropolis Rally                   | Nicky Grist  | Ford Focus RS WRC 01 |
| 24 | 2002    | 49th Acropolis Rally                   | Nicky Grist  | Ford Focus RS WRC 02 |
| 25 | 2002    | 50th Inmarsat Safari Rally             | Nicky Grist  | Ford Focus RS WRC 02 |